# Peter Szurman

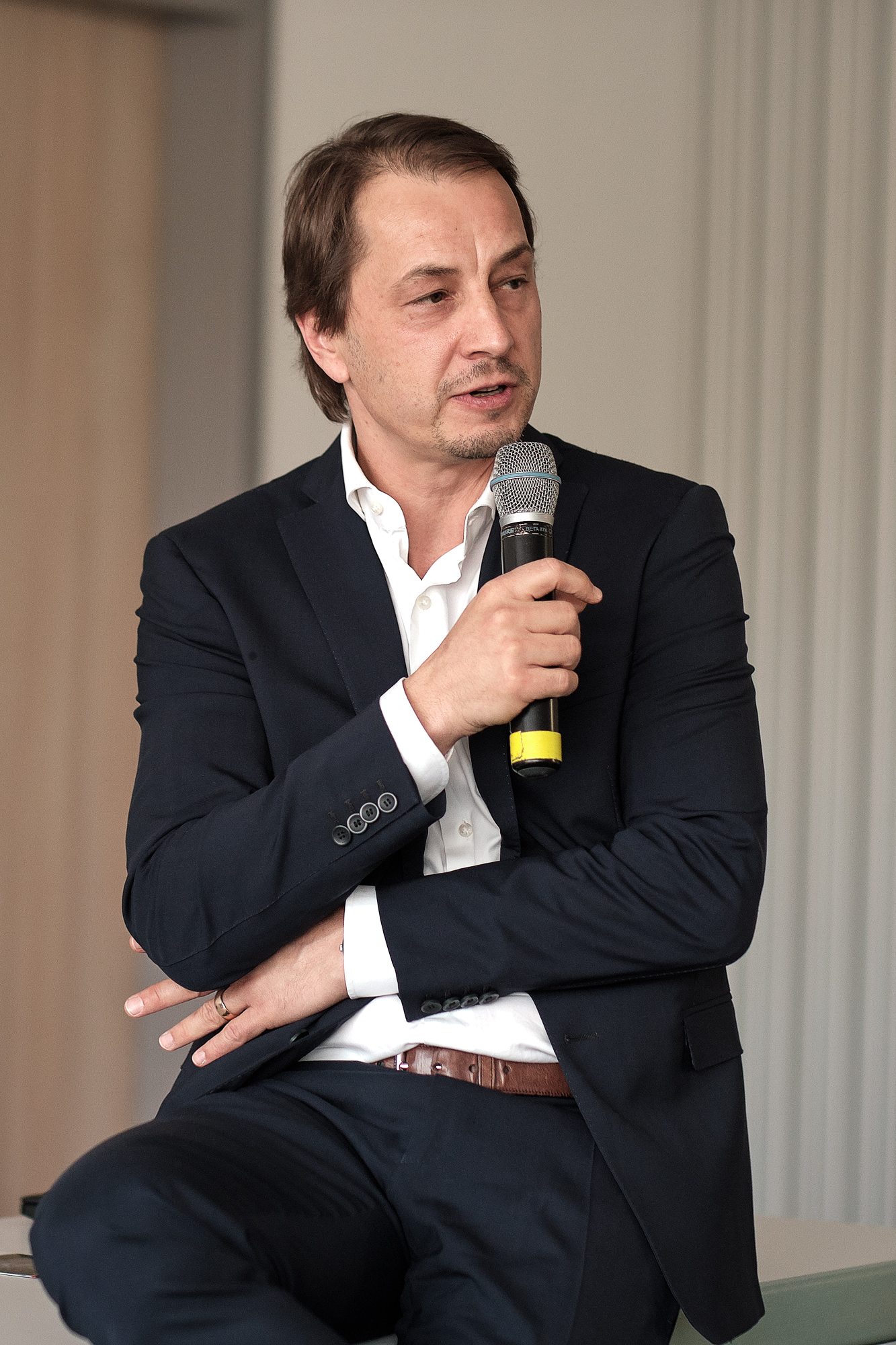
Peter Szurman bei einer Fachkonferenz in der Augenklinik Sulzbach

Peter Szurman (* 27. Juni 1968 in Trinec) ist ein deutscher Augenarzt, Wissenschaftler und Professor für Augenheilkunde in Sulzbach/Saar. Bekannt wurde er für seine translationale Forschungstätigkeit mit der Entwicklung zahlreicher neuer minimal-invasiver Operationsverfahren für schwer behandelbare Augenkrankheiten.

## Werdegang
Nach seinem Abitur 1987 am humanistischen Gymnasium Velbert-Langenberg begann er das Studium der Humanmedizin in Essen und Paris. Er promovierte am Institut für Biochemie der Universität Essen mit magna cum laude über die Isolierung eines Basalmembran-Proteins der Augenlinse. Danach folgte die Weiterbildung zum Facharzt für Augenheilkunde an der Universitäts-Augenklinik Köln unter der Leitung von Klaus Heimann, einem Pionier der Netzhautchirurgie. Als Teil eines vom Bundesministerium für Bildung und Forschung geförderten Forschungskonsortiums widmete er sich der Entwicklung der ersten elektronischen Retinaprothese für künstliches Sehen. 2001 wechselte er als Oberarzt an die Universitäts-Augenklinik in Tübingen. Hier lag sein wissenschaftlicher Schwerpunkt in der biotechnologischen Erforschung neuer Medikamente und Tamponaden für Netzhauterkrankungen sowie elektronischer Sehprothesen für Hornhautblinde Menschen.
In 2007 habilitierte er über neue Behandlungsmöglichkeiten der Makuladegeneration. Es folgten 2008 die Ernennung zum leitenden Oberarzt und stellvertretenden Direktor der Universitäts-Augenklinik Tübingen und 2009 die Verleihung einer Professur für Augenheilkunde durch die Tübinger Fakultät. Im Folgejahr 2010 wurde er zum Sektionsleiter für „Experimentelle Ophthalmochirurgie“ an der Universitäts-Augenklinik Tübingen bestellt. Ein Jahr später folgte er nach Berufungslistenplätzen der Charité Universitätsmedizin Berlin und der Universitätsklinik Münster dem Ruf als Direktor der Augenklinik Sulzbach am Knappschaftsklinikum Saar.

## Spezialgebiete und Behandlungsschwerpunkte
Szurman ist Spezialist für minimal-invasive Augenchirurgie. Zu seinen Behandlungsschwerpunkten zählen die Netzhaut-Glaskörperchirurgie, Behandlung der Makuladegeneration, Hornhauttransplantation mit Laser und Teiltransplantaten (DMEK), Stammzelltherapie bei Heilungsstörungen der Hornhautoberfläche nach Verätzung und Verbrennungen, Traumarekonstruktion, Glaukomchirurgie mit Mikrokatheter (Kanaloplastik) und die Laseroperation des Grauen Stars. Unter seiner Leitung hat sich die Augenklinik Sulzbach ab 2014 zur größten Klinik für große Netzhaut-Glaskörperchirurgie (Vitrektomie) in Deutschland entwickelt.

## Wissenschaftliche Leistung
Sein wissenschaftlicher Schwerpunkt liegt in der translationalen Forschung und Entwicklung neuer, minimal-invasiver Operationsverfahren für schwer behandelbare Augenkrankheiten. Dazu unterhält er mehrere Forschergruppen, Entwicklungspartnerschaften mit Medizintechnik-Firmen, eine Forschungskooperation mit dem Fraunhofer-Institut Sulzbach (IBMT), eine Reinraum-Gewebebank und ein internationales Studienzentrum.
Szurmans Forschungsschwerpunkte liegen in der Entwicklung neuer Operationstechniken mit Biotechnologischem sowie Biomedizintechnischem Gewebeersatz für schwer behandelbare Augenkrankheiten, insbesondere in der Netzhautchirurgie, der Stammzelltherapie und der Transplantationschirurgie.
Seit über 20 Jahren widmet er sich der Entwicklung elektronischer Sehprothesen. Seine Arbeitsgruppe zeigte 1997 die Machbarkeit einer elektronischen epiretinalen Stimulation von Netzhautzellen durch implantierte Elektroden im Auge mit daraus folgender Sehwahrnehmung im visuellen Kortex. In späteren Arbeiten widmete er sich der Entwicklung einer neuen Operationsmethode, mit der solch ein komplexes elektronisches Retina Implant Gesamtsystem erstmals unter der Netzhaut implantiert und befestigt werden kann. Mit dieser patentierten Technik führte er 2006 als Mitglied eines interdisziplinären Operateurteams die weltweit erstmalige Implantation einer funktionellen neuronalen subretinalen Sehprothese am Menschen im Langzeitversuch durch. Seit 2012 ist die Augenklinik Sulzbach offizielles Implantationszentrum für die Argus II Retinaprothese. Er gehört zu den wenigen Operateuren weltweit, die Erfahrung mit der Implantation sowohl von epiretinalen als auch subretinalen Retinaprothesen haben. Weitere Forschungsprojekte in der biomedizinischen Mikrosystemtechnik am Auge umfassen die Entwicklung eines Weitwinkel-Retinaimplantats und eines unter die Aderhaut implantierbaren Mikrosensors (patent pending) zur berührungsfreien, telemetrischen Augendruckmessung bei Glaukom-Patienten.
Weitere publizierte Entwicklungen umfassen neue Operationstechniken zur Behandlung der Netzhautablösung, der Makuladegeneration, des Glaukoms, Linsenoperationen, neue Lasertechniken sowie Stammzelltherapie am Auge.
Ein wichtiger wissenschaftlicher Schwerpunkt liegt in der translationalen Forschung zur neuen Teiltransplantation der Hornhaut (DMEK, Deszemetmembran Endotheliale Keratoplastik). Mit der Entwicklung und Patentierung des weltweit ersten Transplantationssystems für moderne Teiltransplantate hat er 2012 zur Weiterentwicklung dieser neuen minimal-invasiven Transplantationstechnik beigetragen*. Inzwischen wurden über 10.000 Transplantationen mit diesem System durchgeführt. Weitere Entwicklungen umfassen neue Labormethoden zur Herstellung von Hornhautlamellen sowie die patentierte Herstellung einer erstmaligen vorgeladenen DMEK-Lamelle. Hierzu wurde 2015 in Kooperation mit der Deutschen Gesellschaft für Gewebetransplantation (DGFG) eine spezialisierte Reinraum-Gewebebank an der Augenklinik Sulzbach eröffnet und eine gemeinsame Spenderinitiative unter der Schirmherrschaft der Gesundheitsministerin des Saarlandes ausgerufen.

## Publikationen
Szurman hat über 200 wissenschaftliche, PubMed-gelistete Originalarbeiten in internationalen, referierten Journalen sowie 30 Buchbeiträge publiziert, welche rund 5.000 mal zitiert worden sind.

## Auszeichnungen und Patente
Für seine Arbeiten zur Behandlung der Makuladegeneration erhielt er 2007 den großen Forschungspreis der Deutschen Ophthalmochirurgen (DOC) Weitere Preise umfassen den Pharmacia Research Fellow Award, den Novartis Förderpreis für innovative Entwicklungen, sowie mehrere Vortrags-, Poster- und Videopreise. Seit 2015 ist er Ehrenmitglied der Bulgarischen Ophthalmologischen Gesellschaft.
Sein Engagement in der studentischen Lehre führte zu 6 Lehrpreisen, darunter 2006 die Verleihung des großen Lehrpreises „tuevalon“ der Medizinischen Fakultät Tübingen und der Vertreter der Studierenden für hervorragende Leistung in der Lehre.
Szurman hält sechs internationale Patente zu Operationstechniken und biomedizintechnischen Entwicklungen in der Augenchirurgie. Dazu zählen die internationale Patenterteilung auf das erste Implantationssystem für Hornhautteiltransplantate, eine Transplantationskartusche für vorpräparierte Transplantate, einen suprachoroidalen Drucksensor für Glaukompatienten sowie auf die Technik der subretinalen Implantation einer elektronischen Sehprothese (Retina Implant).

## Ämter und Mitgliedschaften
Szurman ist seit 2012 wissenschaftlicher Gutachter für retinales Bioengineering der Deutschen Forschungsgemeinschaft (DFG). Er ist Reviewer zahlreicher internationaler Fachzeitschriften. Seit 2008 ist er Editorial Board Member für die Zeitschrift Acta Ophthalmologica Scandinavica, Bereich Netzhautchirurgie. Seit 2018 auch für die Fachzeitschriften Ophthalmologe und Ophthalmic Research.
Szurman ist Mitglied zahlreicher nationaler und internationaler Fachgesellschaften, darunter die American Academy of Ophthalmology (AAO), American Society of Cataract and Refractive Surgery (ASCRS), Association for Research in Vision and Ophthalmology (ARVO), Club Jules Gonin, Société Française d’Ophtalmologie (SFO), European Vitreoretinal Society (EVRS), Gesellschaft für biologische Chemie (GbCh), Deutsche Ophthalmochirurgen (DOC), Deutsche Ophthalmologische Gesellschaft (DOG) und Retinologische Gesellschaft (RG).
2012 wurde Szurman in das Beratergremium des Saarländischen Wirtschaftsministeriums für Gesundheitsfragen berufen.